# 필로파포스 기념비

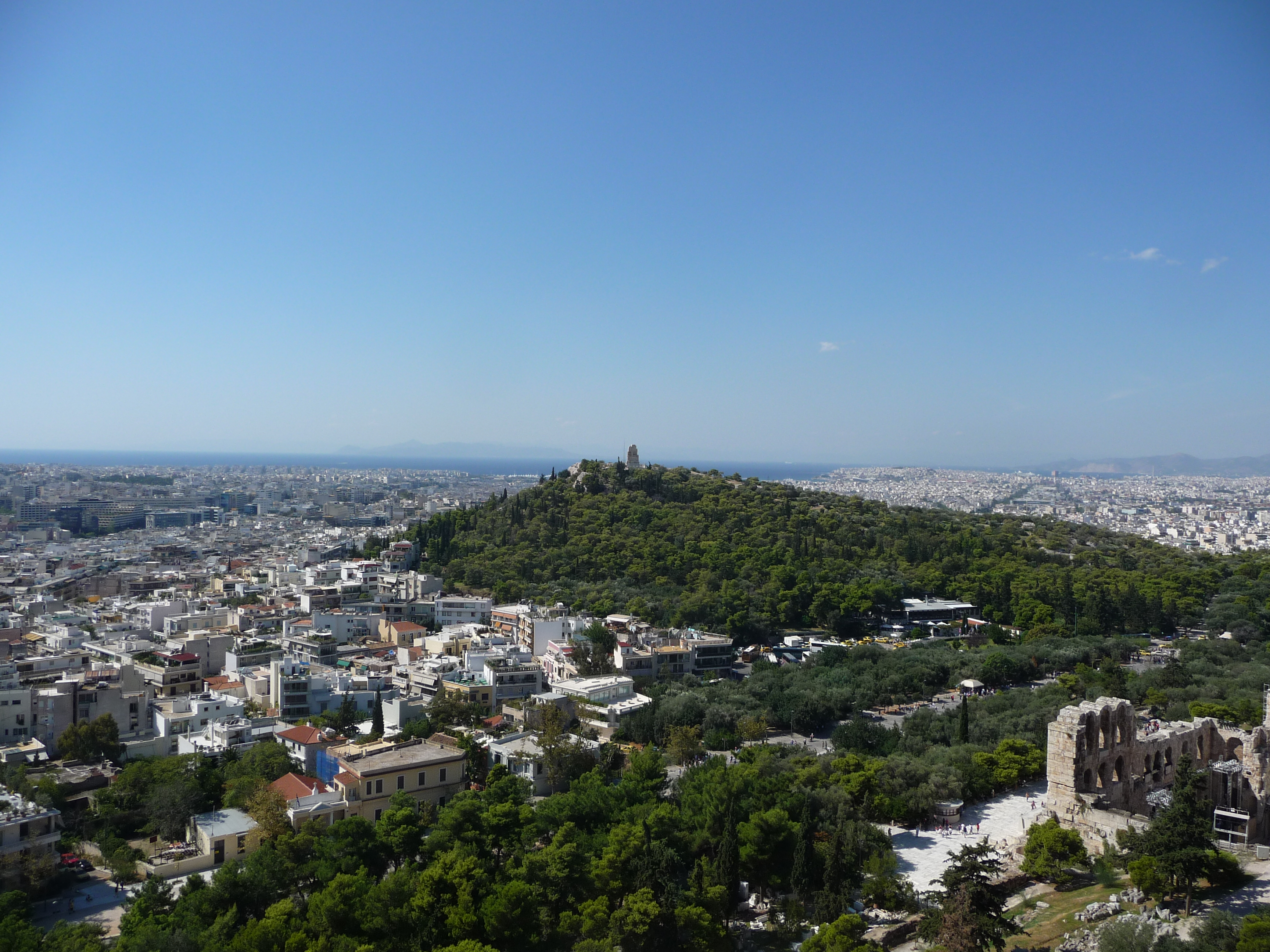
뮤즈 언덕 꼭대기에 있는 필로파포스 기념비

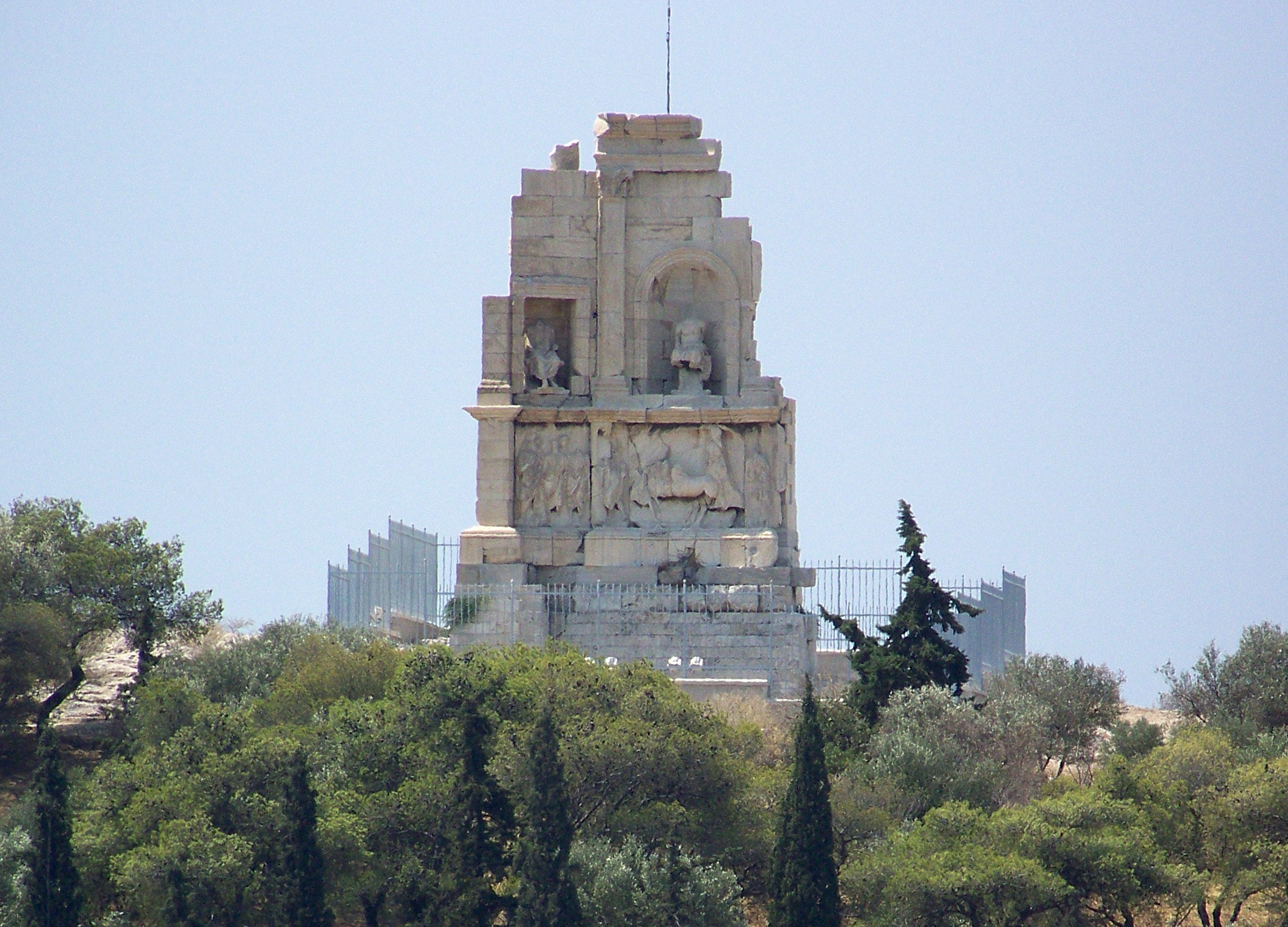
필로파포스 기념비의 전체도

필로파포스 기념비(그리스어: Μνημείο Φιλοπάππου)는 고대 그리스 시대의 마우솔레움 및 기념비로, 콤마게네 왕국의 왕족인 가이우스 율리우스 안티오코스 에피파네스 필로파포스(그리스어: Γάιος Ιούλιος Αντίοχος Επιφανής Φιλόπαππος, 서기 65–116년)에게 헌정된 것이다. 그리스 아테네 아크로폴리스의 남서쪽 무세이온 언덕에 있다.

## 기원
필로파포스는 116년에 사망했는데, 그의 죽음은 여동생 율리아 발빌라와 아테네 시민들에게 큰 슬품을 주었고, 로마 황가도 마찬가지였을 것이다. 필로파포스를 추도하며, 발빌라와 아테네 시민들은 아테네의 아크로폴리스 근처에 있는 뮤즈의 언덕에 무덤 기념물을 세웠다. 그의 대리석 무덤 기념물은 여전히 필로파포스 (혹은 필로파푸) 기념비라 알려져 있으며, 무세이온 언덕은 오늘날 필로파푸 언덕(Λόφος Φιλοπάππου)이라 알려져 있다.
그리스 지리학자 파우사니아스는 필로파포스의 장엄한 무덤을 '시리아인을 위해 지어진 기념물'이라 묘사한바 있다. 이 기념비는 기원전 6세기의 사제 시인이자 예언가였던 무사이오스가 묻혔다라고 전해지는, 같은 장소에 지어졌다. 아크로폴리스와 아테네의 옛 경계를 마주하는 이 무덤의 위치는 필로파포스가 아티네 사회에서 지녔던 높은 지위를 나타낸다.

## 묘사
필로파포스 기념비는 기부(基部)가 떠받치고 있는, 2층으로 된 구조물이다. 아래층에는 릭토르들이 이끌고, 전차를 타고 있는 집정관으로서 필로파포스를 나타내는 프리즈가 존재한다. 위층에는 세 명의 조각상들이 나타나 있으며, 왼쪽은 안티오코스 4세, 가운데에는 필로파포스, 오른쪽에는 현재 소실된 셀레우코스 1세 니카토르가 있었다.

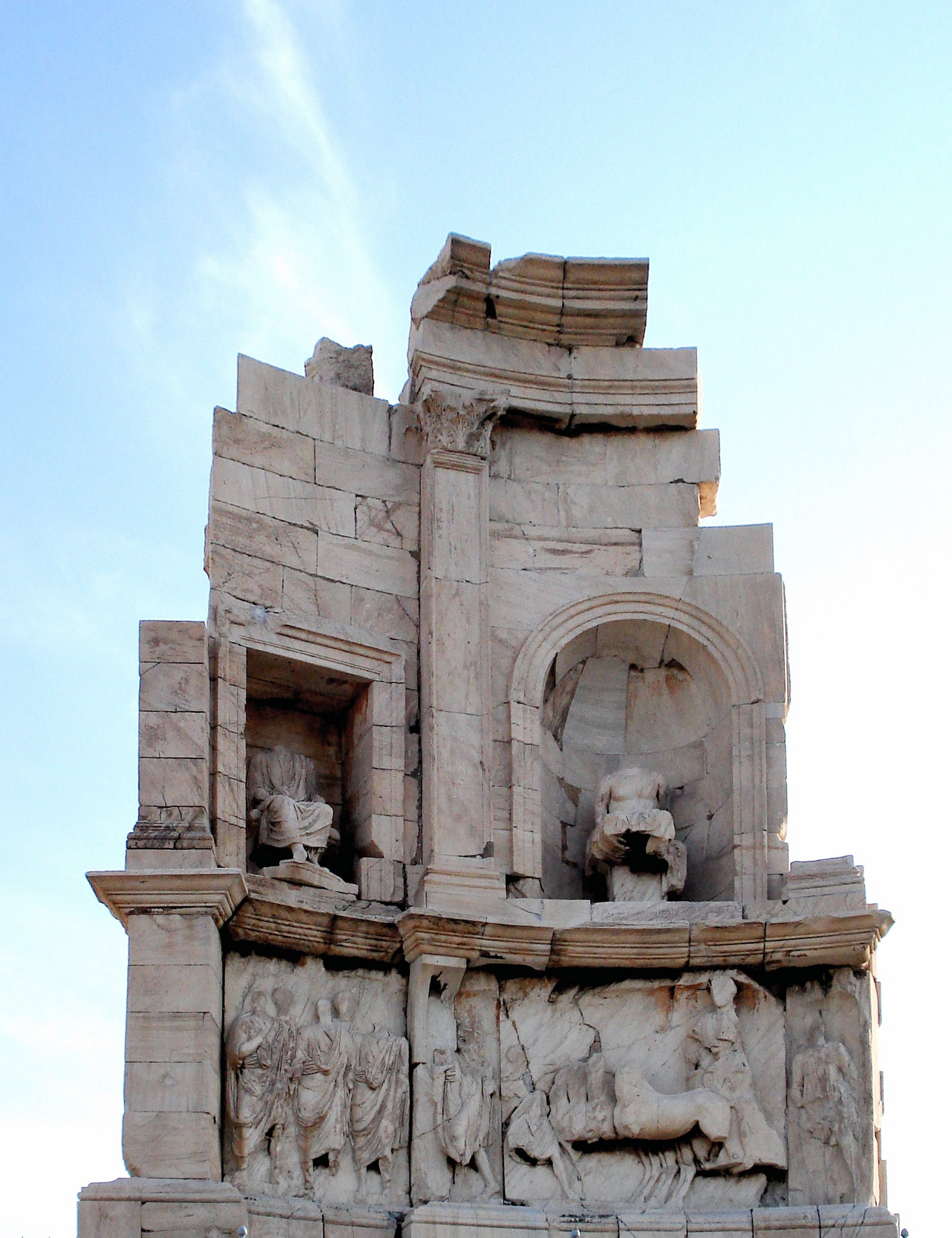
필로파포스 기념비의 근접 모습

필로파포스 아래의 벽감(壁龕)에는 Φιλόπαππος Επιφάνους Βησαιεύς ["베사(Besa)" 데메의 에피파네스의 아들, 필로파포스]이라 쓰여있는 비문이 존재한다. 이는 필로파포스가 아테네 시민으로서 지녔던 명칭이다. 필로파포스 왼쪽의 벽감에 있는 라틴어 비문은 "파비아 씨족의 카이우스의 아들, 카이우스 율리우스 안티오쿠스 필로파포스가 카이사르 네르바 트라야누스 옵티무스 아우구스투스 게르마니쿠스 다키쿠스 로마 황제의 허가로 집정관, 신관 친위대에 들어갔다" 라며, 필로파포스의 작위, 서훈, 로마 정무관으로서 경력 등이 적혀 있다. 필로파포스의 오른쪽 벽감에는 한때 Βασιλεύς Αντίοχος Φιλόπαππος Βασιλέως Επιφανούς Αντιόχου ("안티오코스 에피파네스의 아들, 왕 안티오코스 필로파포스")라 쓰였던 그리스어 비문이 있었다 (현재는 기부만이 남아있다).
필로파포스의 친할아버지 안티오코스 4세의 석상 아래에는 "안티오코스 왕의 아들, 안티오코스 왕"이라 쓰인 비문이 존재한다. 이 비문은 안티오코스 4세 및 그의 아버지이자 콤마게네 왕국의 최후의 독립 통치자 안티오코스 3세 에피파네스를 기념한 것이다. 안티오코스 3세가 17년에 사망하자, 콤마게네는 티베리우스 황제 때 흡수되어 로마 제국의 일부가 되었다. 셀레우코스 제국의 시조이자, 콤마게네 국왕들이 같은 혈통이라 주장했던, 셀레우코스 1세의 조각상 아래에는 현재는 소실되었지만 또다른 명각이 있었다. 여행가 안코나의 키라아쿠스는 회고록에 아래에 "안티오코스의 아들, 셀레우코스 니카토르 왕"이라 쓰인 명각에 대해 기록했다.
기념비 크기는 9.30에서 9.80 미터(32.2 ft × 30.5 ft)이며, 필로파포스의 묘실을 포함한다. 기념비의 구조물은 3.8 미터 높이의 받침돌 위에 흰색 펜텔리코스 대리석으로 지어졌으며, 다공성의 대리석으로 이루어져 있고, 또한 히메투스 대리석 평판 (平板)으로 장식되어 있다. 필로파포스 기념비의 북쪽은 정교한 건축 장식들을 담고 있다.

## 발굴 및 역사
1899년에 필로파포스 기념비에서 발굴 작업이 이뤄졌고, 1899년에 보존 작업이 실시되었다. 1940년에 고고학자 H. A. Thompson과 J. Travlos는 소규모 추가적인 발굴을 착수했다. 최근 연구에서 필로파포스 기념비의 구조물 일부가 파르테논의 미네라트 구조물에 사용되었음이 밝혀졌다.
현재 파사드의 3분에 2만이 남아 있다. 파사드 뒤쪽에 있던 묘실은 기초 부분을 제외하고는 완전히 파괴되었다. 필로파포스 기념비는 1436년엔 분명하게 원상태였는데, 이때 여행가 치리아코 데 피치콜리가 이곳을 방문하여 회고록에 기념비가 원상태였다고 기록하였다. 기념비의 훼손은 그 시기 이후에 벌어졌음이 확실하다.

## 참고 문헌
- Kleiner, D.E.E. “The Monument of Philopappos.” Archaeologica 30 (1983)
- Athenaeus Deipnosophistae VIII.350c
- 요세푸스 Bellum Judaeum 238-243
- 파우사니아스 (지리학자) I.25.8
- 플루타르코스 Quaestiones Convivales 628a & Quomodo ab adulatore discernatur amicus 48e & 66c
- IG II² 1759, 3112, 3450, 3451, & 4511; IG V.2.524
- Inscriptions du Colosse de Memnon nos. 28-31, & OGIS 408